# ابن قاص
ابوالعباس احمد بن ابی احمد طبری معروف به ابن قاص فقیه شافعی، قاضی، واعظ و محدث اهل طبرستان بود. وی تحصیلات خود را در بغداد طی کرد و مدتی پیشوای شافعیان در طبرستان و مدتی نیز قاضی شهر طرسوس در جنوب ترکیه کنونی بود.
رساله دلائل القبلة تنها اثر چاپ شده اوست که در ۱۹۱۳م توسط لویس شیخو در مجله المشرق چاپ شده‌است.